# Joseph Durham
Joseph Durham, född 1814 i London, död där 27 oktober 1877, var en brittisk skulptör.
Joseph Durham utförde skulpturer och grupper i akademisk anda såsom Hermoine, Kyskheten med flera. Han är dock främst känd för sina smickrande porträttframställningar, såsom av drottning Viktoria och av Jenny Lind.